# Étienne-Émile Desvaux
Étienne-Émile Desvaux (Vendôme, 8 de fevereiro de 1830 – Mondoubleau, 13 de maio de 1854) foi um botânico francês.
Desenvolveu interesse por botânica ainda muito novo, recolhendo plantas quando tinha 10 anos. Em julho de 1850 graduou-se em Paris. Faleceu com apenas 24 anos em Mondoubleau.
Foi autor de uma monografia sobre as herbáceas do Chile denominada "Gramineae Chilenses" (1853), obra incuída na "Historia física y política de Chile" de Claude Gay. Descreveu o género Monandraira (sinónimo Deschampsia)  e foi a autoridade binomial de numerosas espécies de ervas.